# Aceuchal (kommunhuvudort)
Aceuchal är en kommunhuvudort i Spanien.   Den ligger i provinsen Provincia de Badajoz och regionen Extremadura, i den sydvästra delen av landet, 300 km sydväst om huvudstaden Madrid. Aceuchal ligger 307 meter över havet och antalet invånare är 5 408.
Terrängen runt Aceuchal är platt. Runt Aceuchal är det ganska glesbefolkat, med 36 invånare per kvadratkilometer. Närmaste större samhälle är Almendralejo, 8,0 km nordost om Aceuchal. Trakten runt Aceuchal består till största delen av jordbruksmark.